# Engidotea lobata
Engidotea lobata är en kräftdjursart som först beskrevs av Edward John Miers 1881.
Engidotea lobata ingår i släktet Engidotea och familjen tånglöss. Inga underarter finns listade i Catalogue of Life.